# Pervenche Berès
Pour les articles homonymes, voir Berès.
Pervenche Berès, née le 10 mars 1957 à Neuilly-sur-Seine, est une femme politique française, membre du Parti socialiste (PS). Elle est députée européenne de 1994 à 2019.

## Biographie

### Jeunesse
Elle est la fille de Pierre Berès et d'Annick Blanchy[source insuffisante] et est mère de deux enfants.
Ancienne élève de l'École alsacienne, elle est diplômée de l'Institut d'études politiques de Paris en 1978.

### Activités professionnelles
De 1981 à 1994, Pervenche Berès est administratrice de l’Assemblée nationale, d'abord au secrétariat de la délégation de l’Assemblée nationale pour les Communautés européennes, puis de 1983 à 1988 au secrétariat de la Commission des affaires étrangères et enfin entre 1992 et 1994 au service des études.
Elle est également chargée de mission, puis conseillère technique chargée des affaires internationales dans le cabinet de Laurent Fabius, président de l’Assemblée nationale entre 1988 et 1992.
Elle a co-fondé Finance Watch en juin 2011[réf. nécessaire].

### Activités politiques

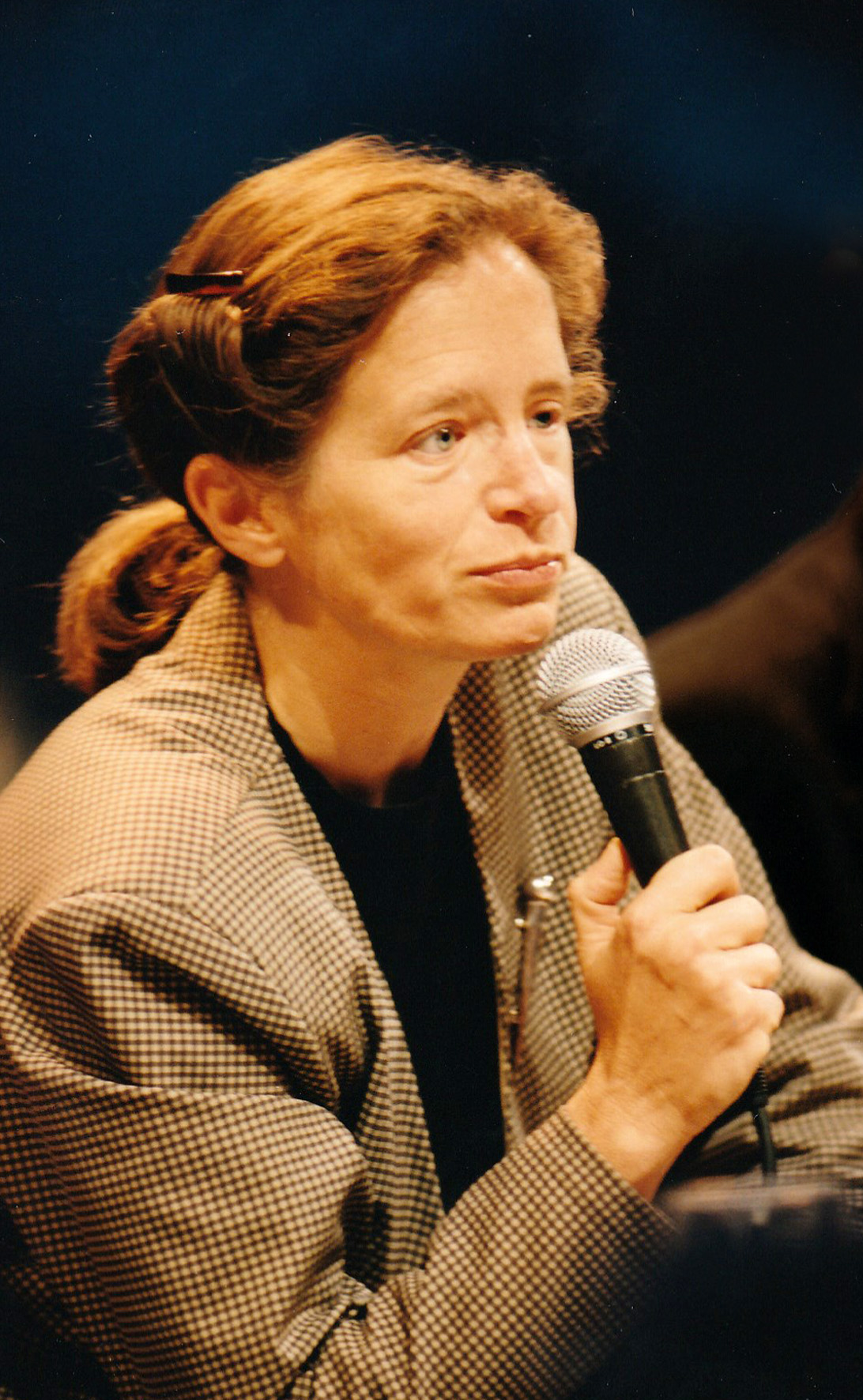
Pervenche Berès au Festival international de géographie de 1998.

Adhérente du Parti socialiste depuis 1982, au sein de fédération de Paris, Pervenche Berès est membre du conseil national depuis 1993 et du bureau national de 1993 à 2004 et depuis 2014. Elle est également secrétaire nationale à la coopération et au développement de novembre 1993 à juin 1994 et de décembre 1994 à octobre 1995.
Elle est conseillère municipale à Sèvres de 2001 à 2008.
Candidate en deuxième position sur la liste du Parti socialiste lors des élections de 1994, elle est élue au Parlement européen. Elle est réélue en 1999, 2004, 2009 et en 2014 où elle est la tête de liste de son parti dans la circonscription Île-de-France.
Elle préside la commission des affaires économiques et monétaires du Parlement européen de 2004 à 2009 et la commission de l'emploi et des affaires sociales de 2009 à 2014. 
Membre de la cellule diplomatique de la campagne présidentielle de François Hollande, elle fait partie des opposants à la renégociation du Pacte budgétaire européen, pour laquelle s'est engagée le candidat, estimant qu’« on ne renégocie pas la signature de la France, surtout dans l’Europe où on est un pays fondateur ».
Présidente de la délégation socialiste française au Parlement européen de juin 2014 à janvier 2017 et du 27 mars au 1er juillet 2019, elle est porte-parole de l'Alliance des socialistes et démocrates pour la commission économique et monétaire à partir de juin 2016.
Elle est chargée du projet Europe dans la campagne de Vincent Peillon pour la primaire citoyenne de 2017. Elle est également membre de son comité politique.
Après la victoire de Benoît Hamon à la primaire citoyenne de 2017, elle est nommée responsable thématique « Investissements stratégiques » de sa campagne présidentielle,.
Elle participe à la rédaction d’un rapport, publié en septembre 2023, sur les réformes à apporter à l’Union européenne en cas d’élargissement, dans le cadre du groupe de travail franco-allemand.

### Autres activités
Elle est responsable pour la Fondation Danielle-Mitterrand - France Libertés du XLe anniversaire de la proclamation de la Déclaration universelle des droits de l'homme en 1988.
Pervenche Berès est membre du Conseil d'administration de la Fondation Jean-Jaurès.

## Publications
- Vers une véritable Union économique et monétaire : il y a urgence , Fondation Jean-Jaurès, juin 2015 (lire en ligne)
- « Examen du cadre de gouvernance économique européenne : bilans et enjeux, rapport de Pervenche Berès voté par le Parlement européen en juin 2015 [lire en ligne]
- «Évaluation du dispositif français d'expertise technique internationale » - Responsable opérationnelle, avec Gérard Belet du Rapport de la mission de modernisation de l'action publique - Avril 2014 [lire en ligne]
- « Les fonds de private equity », Revue d'économie financière, no 93,‎ octobre 2008
- Quel est le rôle des élus européens dans la reconstruction du système financier?, L'année des professions financières, Centre des professions financières, Volume no 4, 2009
- « Crise financière : pourquoi ? Que faire ? » », Politiques,‎ février 2008
- « Progresser en 2008 : propositions pour l’Europe », dans Josep Borrell, L’Europe à la croisée des chemins, Espagne, fondation Cajamar, 2007
- « La construction d’un marché financier intégré : le rôle du Parlement européen », Revue d'économie financière, no 87,‎ février 2007
- « Les cinq chantiers de l’euro », Revue française d'économie, vol. XX, no 4,‎ avril 2006
- Une Constitution pour la grande Europe, Les Notes de la Fondation Jean Jaurès, octobre 2003, chap. 36
- Son vrai visage. Témoignage sur le FN au Parlement européen (préf. Jean-Christophe Cambadélis), fondation Jean Jaurès, 2017.